# 儿童期崩解症
儿童崩解性疾病（CDD），也称为海勒综合征和崩解性精神病或童年瓦解性障碍，是一种罕见疾病，其特征是在语言、社会功能和动作技能方面的发育迟缓（或严重和突然的退化）。患儿一般在三四岁以前发育正常，然后出现明显的退步现象，原本获得的能力在几周或数月内很快消失。有些患儿在起病初期可出现明显的焦虑、烦躁症状，之后出现能力消失，包括说话表达、听力理解、运动能力、玩耍能力、大小便控制等生活自理能力，其智力可很快降至中重度精神发育迟缓者水平。最早是在1908年由奥地利特殊教育专家西奥多·海勒医生首先报道的。每10万名儿童中，只有1-2名，发病时间从2-10岁不等，有的人在数天或数周内急剧爆发，有的在更长时间缓慢发作。据美国华盛顿邮报旗下杂志Slate报道，在发生猛烈的反转之前，超过75%的儿童会经历严重的焦虑和恐惧：整夜的噩梦和惴惴不安。这是大脑的“恐惧中心”——两个半球深处的杏仁核受到强烈刺激时的情绪反应。研究人员未能成功找到这种疾病的原因。 CDD与自闭症有一些相似之处，有时被认为是一种功能低下形式的自闭症。2013年5月，根据新的DSM-5手册，CDD这一术语以及其他类型的自闭症被融合到名为自闭症谱系障碍的诊断术语中。因此，CDD现在也被称为“退行性自闭症”，这个术语现在可以指涉及退行的任何类型自闭症谱系障碍，包括CDD。ICD-10和DSM-IV将其与自闭症、蕾特氏症、亞氏保加症一起归为广泛性发育障碍（PDD），但DSM-5将其归为自闭症谱系障碍。据估计，发病率约为10万分之一。 男孩的发病率是女孩的4~8倍。

## 症状
首先是语言能力的退步，其特点是失去有意义的语言，其次是社交能力和适应行为的退步。 孩子会表现出排泄功能和玩耍行为的退步，对周围环境和平常行为的冷漠。 大约发病半年后就会停止退行，但症状比其他发育障碍更严重，需要终身帮助。
自闭症、儿童期崩解症或儿童精神分裂症的诊断是很困难的。虽然常与折线型自闭症相混淆，但它的区别在于，看似发育处于典型水平的儿童，却在较短的时间内出现发育倒退，导致自闭症倾向，典型的自闭症倾向大约从出生后半年开始突然出现，并在3岁前出现，如果孩子在3岁后出现倒退，根据诊断标准基本上可确认是患了儿童期崩解症。

## 原因
未知。 有人认为本病与下列疾病有关，尤其是发病较晚时。
脂质代谢异常----如尼曼-皮克病（一组通过特定基因突变影响物质代谢的疾病）； 胆固醇在肝、脾中未被正常代谢的过多堆积，胆固醇的其他脂质在颅神经系统中过多。
亚急性硬化性泛脑炎--由麻疹病毒慢性感染大脑引起。 它会引起脑部炎症和神经细胞的死亡。
结核性硬化症--以常染色体显性遗传的一种遗传性疾病。 它导致脑、肾、心、眼、肺和皮肤的肿瘤。 非癌性肿瘤和血肿长在脑部。
肾上腺脑白质失養症（ALD）--一种隐性遗传性疾病。 它与身体中心的脱髓鞘和肾上腺功能不全有关。 髓鞘阻断了大脑和脊髓的神经递质系统，导致严重的精神和身体疾病，导致植物人状态或死亡。
杂合脑白质失養症（MLD）-硫化物积聚在脑，周围神经，肾脏等的白色中，导致神经纤维脱髓鞘（破坏髓鞘或髓鞘）。引起迅速发展的中枢神经和周围神经病变。

## 治疗
它的反应方式与自闭症相似。
行为治疗--应用行为分析（ABA）的主要目的是系统地教授重新学习语言、周围环境和社会技能。 它是由行为分析专家设计的，称为BCBA（委员会认证行为分析师），但它也被各种心理学家、语言病理学家、物理治疗师和职业治疗师使用。 它在很多领域都有应用。 家长、老师、护理人员要经常对这种治疗方式进行教育。
环境疗法--称为感觉增强疗法，它可以帮助改善儿童分裂症中常见的自闭症症状。
药物治疗--目前还没有直接治疗该症结的药物。 抗精神病药物用于治疗攻击性和重复性行为模式以及严重的问题行为，抗癫痫药物用于控制癫痫发作。

## 外部連結
- NIH/Medline（页面存档备份，存于）